# Copadichromis
Copadichromis là một chi cá đặc hữu của vùng hồ Malawi ở Đông Phi.

## Các loài

Một loài thuộc chi Copadichromis

Chi này gồm 25 loài đã được mô tả:
- Copadichromis atripinnis
- Copadichromis azureus
- Copadichromis borleyi – Redfin Hap, Goldfin Hap
- Copadichromis chizumuluensis Stauffer & Konings, 2006
- Copadichromis chrysonotus
- Copadichromis cyaneus
- Copadichromis cyanocephalus Stauffer & Konings, 2006
- Copadichromis diplostigma Stauffer & Konings, 2006
- Copadichromis geertsi
- Copadichromis ilesi
- Copadichromis insularis Stauffer & Konings, 2006
- Copadichromis jacksoni
- Copadichromis likomae
- Copadichromis mbenjii Konings, 1990 – Quads Hap
- Copadichromis melas Stauffer & Konings, 2006
- Copadichromis mloto
- Copadichromis nkatae
- Copadichromis parvus Stauffer & Konings, 2006
- Copadichromis pleurostigma
- Copadichromis pleurostigmoides
- Copadichromis quadrimaculatus
- Copadichromis trewavasae
- Copadichromis trimaculatus – Verduya's Hap
- Copadichromis verduyni
- Copadichromis virginalis

Ngoài ra, một số quần thể khác biệt đã được nhận diện và một vài trong số đó có thể là loài riêng biệt:
- Copadichromis sp. 'Virginalis Kajose'